# استراحتگاه خصوصی
استراحتگاه خصوصی (به انگلیسی: Private Resort) فیلمی کمدی محصول سال ۱۹۸۵ ساخته است. جورج باورز کارگردان فیلم است و آلن ونکاس، گوردون میشل و کن سگال نویسندگان آن هستند. بازیگران فیلم راب مورو (این فیلم اولین فیلم او بود)، جانی دپ و اندرو کلی هستند. داستان فیلم دربارهٔ دو دوست به نام‌های جک و بن است که در استراحتگاه میامی به دنبال دختران زیبا و پولدار می‌گردند اما سرنوشت اتفاقات دیگری را برای آنها رقم می‌زند.

## بازیگران
| بازیگر          | نقش          |
| --------------- | ------------ |
| راب مورو        | بن           |
| جانی دپ         | جک مارشال    |
| اندرو دایس کلی  | کورت         |
| امیلی لانگستریت | پتی          |
| کارین اُبرایان   | دانا         |
| هکتور الیزوندو  | رهبر ارکستر  |
| دُدی گودمن       | خانم رولینگز |
| لزلی ایستربروک  | بابی سو      |
| مایکل بوون      | اسکات        |
| هیلاری شپرد     | شرلی         |
| جیل سلکوویتز    | ادنا         |